# Eridolius tobiasi
Eridolius tobiasi är en stekelart som beskrevs av Dmitriy R. Kasparyan 1985. Eridolius tobiasi ingår i släktet Eridolius och familjen brokparasitsteklar. Inga underarter finns listade i Catalogue of Life.